# ديفيد غرين (لاعب كرة قدم أمريكية)
ديفيد غرين (بالإنجليزية: David Green)‏ هو لاعب كرة قدم أمريكية أمريكي، ولد في 18 أبريل 1972 في ماونت كيسكو في الولايات المتحدة.

## وصلات خارجية
- ديفيد غرين على موقع مرجع كرة القدم المحترفة.كوم (الإنجليزية)